# Зинцендорф, Филипп Людвиг Венцель
Граф Филипп Людвиг Венцель фон Зинцендорф (нем. Philipp Ludwig Wenzel von Sinzendorf; 26 декабря 1671, Вена — 8 февраля 1742, Вена) — австрийский дипломат и государственный деятель. В эпоху правления императоров Иосифа I и Карла VI, а также в начале регентства Марии Терезии занимал должность оберстгофканцлера и в значительной степени формировал внешнюю политику государства.

## Происхождение
Филипп Людвиг фон Зинцендорф происходил из фридау-нойбургской линии баронского рода Зинцендорфов. Его отцом был граф Георг Людвиг фон Зинцендорф, а матерью — принцесса Доротея Елизавета Гольштейн-Визенбургская. В правление Леопольда I Георг Людвиг занимал должность гофкаммерпрезидента (придворного казначея), но был приговорён за казнокрадство к пожизненному заключению. Супруга выхлопотала для него изменение меры наказания, после чего он стал жить под домашним арестом в одном из своих родовых замков. Филипп Людвиг родился в этот период. Для него предусматривалась карьера духовного лица и после получения соответствующего образования он начал служить в Кёльнском соборе.

## Восхождение
После смерти брата Зинцендорф возвратился к светской жизни, поступив на военную службу. Вскоре его заметил император и назначил в 1694 году казначеем. Впоследствии, Зинцендорфу были поручены различные дипломатические миссии, а в 1695 году он стал членом Надворного совета.
В 1699 году Зинцендорф был назначен австрийским посланником при французском дворе в Версале. Эта должность, которую он получил в 28 лет, свидетельствует о значительном расположении к нему императора. После начала войны за испанское наследство Зинцендорф был вынужден покинуть Францию. В 1701 году он был назначен тайным советником и выполнял различные функции. Вместе с наследником престола Иосифом он участвовал в осаде Ландау, позже был комиссаром в Люттихе. После впадения в опалу Иосифа Клеменса Баварского Зинцендорфу было поручено формирование нового правительства. В 1704 году он, действуя от лица императора, заключил с баварским курфюршеством эвакутационный договор.

## Оберстгофканцлер
После смерти императора Леопольда Зинцендорф сумел завоевать расположение нового императора Иосифа I, который назначил его в 1705 году гофканцлером, позже оберстгофканцлером. Также, Зинцендорф стал покровителем имперской академии искусств. На протяжении последующих четырёх десятилетий он был центральной личностью во внешней политике Габсбургской монархии. В 1706 году он вёл переговоры в Гааге с Джоном Черчиллем, 1-м герцогом Мальборо и нидерландскими представителями, сумев предотвратить невыгодный для Габсбургов досрочный мир в войне за испанское наследство. Вместе с Евгением Савойским он также вёл переговоры о предварительном мире в 1709 году, который однако не был заключён из-за высоких требований Зинцендорфа.
Император наградил Зинцендорфа за службу городами Хальс и Шердинг в Баварии. После смерти Иосифа I, новый император Карл VI подтвердил Зинцендорфа на его должностях. После коронации Карла VI во Франкфурте-на-Майне, Зинцендорф был награждён Орденом Золотого руна.
На переговорах в Утрехте Зинцендорфу и Евгению Савойскому не удалось убедить союзников продолжать войну. Вернувшись в Вену, Зинцендорф был назначен тайным конференц-министром и ведал отныне не только внешней, но и внутренней политикой. С 1721 года он возглавил австрийскую Восточную торговую компанию.
В 1726 году подписал договор о союзе с Россией.
На Суассонском конгрессе, призванном окончить Англо-испанскую войну 1727—1729 годов, Зинцендорф наряду с французским кардиналом Андре-Эркюлем де Флёри и русским канцлером графом Гавриилом Головкиным играл роль посредника, но не добившись результатов, вернулся в Вену. Впоследствии, он вёл переговоры с венгерскими протестантами и помогал организовать заключение брака между Марией Терезией и Францем Лотарингским.
На финальном этапе войны за польское наследство, Зинцендорф вёл переговоры с австрийской стороны.
В 1737 году руководил организацией и проведением Немировского мирного конгресса. Вследствие поражений австрийских войск в австро-русско-турецкой войне 1735—1739 годов, Зинцендорф склонил императора вопреки договорённостям с Россией заключить с турками сепаратный мир.
После смерти императора Зинцендорф поддержал Марию Терезию в её претензиях на трон. В первые годы войны за австрийское наследство он, вплоть до своей смерти, оставался на службе императрицы.

## Семья
В 1696 году Зинцендорф женился на графине Розине Екатерине фон Вальдштейн, от брака с которой у него было четверо детей.
Сын Филиппа Людвига Венцеля, граф Филипп Людвиг фон Зинцендорф (1699—1747) в 1732—1747 годах был католическим епископом Вроцлава и кардиналом.
При роспуске Священной Римской империи в начале XIX века последний из Зинцендорфов был медиатизован с титулом фюрста (князя).